# Dendrochilum simile
Dendrochilum simile är en orkidéart som beskrevs av Carl Ludwig von Blume. Dendrochilum simile ingår i släktet Dendrochilum och familjen orkidéer. Inga underarter finns listade i Catalogue of Life.